# Huśtawka (musical)
Treść tego artykułu od 2018-04 należy opracować w taki sposób, aby nie uwypuklała nadmiernie polskiej specyfiki / aby nie zawężała się tylko do polskich warunków
 Po wyeliminowaniu niedoskonałości należy usunąć szablon [[Szablon:Dopracować|]] z tego artykułu.
Huśtawka (ang. Seesaw) – amerykański musical. Libretto opracowane zostało na motywach sztuki Williama Gibsona Dwoje na huśtawce (Two for the Seesaw). Muzykę skomponował pianista Cy Coleman. Libretto napisał Michael Bennett, a autorką tekstów piosenek była Dorothy Fields.

## Polska adaptacja
W Polsce musical wystawiany był przez Operetkę Warszawską, prapremiera musicalu odbyła się 20 marca 1984. Spektakl przygotowano z pomocą Amerykańskiego Instytutu Kultury Polskiej w Miami.

### Twórcy
- reżyseria: Ryszard Pietruski,
- tłumaczenie: Kazimierz Piotrowski, Wojciech Młynarski,
- choreografia: Boris Slovák,
- kierownictwo muzyczne: Czesław Majewski,
- scenografia: Andrzej Borecki, Anna Zaporska,
- dyrygentura: Zbigniew Pawelec, Andrzej Knap.

## Obsada
| Jerry Ryan - Antoni Kłopocki - Jacek Labuda Gizela Mosca - Grażyna Brodzińska Davis - Jerzy Jeszke Sophie - Joanna Białek Julio Gonzales - Antoni Kłopocki - Ireneusz Pietras - Mirosław Wójciuk Iskra - Barbara Perkowska | Ethel - Alina Kaniewska - Alina Wieczorkówna Oscar - Jerzy Woźniak Hamlet - Lech Czerkas Laertes - Ireneusz Pietras Król - Józef Śpiewak - Mirosław Ochocki |